# MK Hapóél Tel-Aviv
Az MK Hapóél Tel-Aviv (héber betűkkel מועדון הכדורגל הפועל תל אביב Móádón Hakadúregel Hapóél Tel-Aviv, izraeli angol átírásal Moadon Hakaduregel Hapoel Tel-Aviv) egy izraeli labdarúgócsapat, amely jelenleg az első osztályban szerepel. A klub székhelye - a Bloomfield Stadion - Tel-Aviv található. Az ország második legsikeresebb klubja. Mind a bajnokságot, mind a kupát 13-szor hódították el.

## Eredmények

### Nemzeti
- Izraeli labdarúgó-bajnokság (Ligat háAl)
  - Bajnok (13 alkalommal): 1934, 1935, 1938, 1940, 1943, 1957, 1966, 1969, 1981, 1986, 1988, 2000, 2010
  - Ezüstérmes (11 alkalommal): 1950, 1961, 1963, 1970, 1973, 1980, 1998, 2001, 2002, 2006, 2009
  - Bronzérmes (6 alkalommal): 1955, 1956, 1965, 1971, 1984, 2003

- Izraeli kupa (Gvíá Hamedíná – Állami kupa)
  - Győztes (14 alkalommal): 1928, 1934, 1937, 1938, 1939, 1961, 1972, 1983, 1999, 2000, 2006, 2007, 2010, 2011
  - Ezüstérmes (8 alkalommal): 1933, 1941, 1967, 1981, 1982, 1988, 1994, 2008

- Izraeli szuperkupa
  - Győztes (1 alkalommal): 1981
  - Ezüstérmes (3 alkalommal): 1983, 1986, 1988

- Toto-kupa (Gvíá Hatótó)
  - Győztes (1 alkalommal): 2002

### Nemzetközi
- Ázsiai Bajnokok Ligája

Győztes (1): 1967